# Eizi Matuda

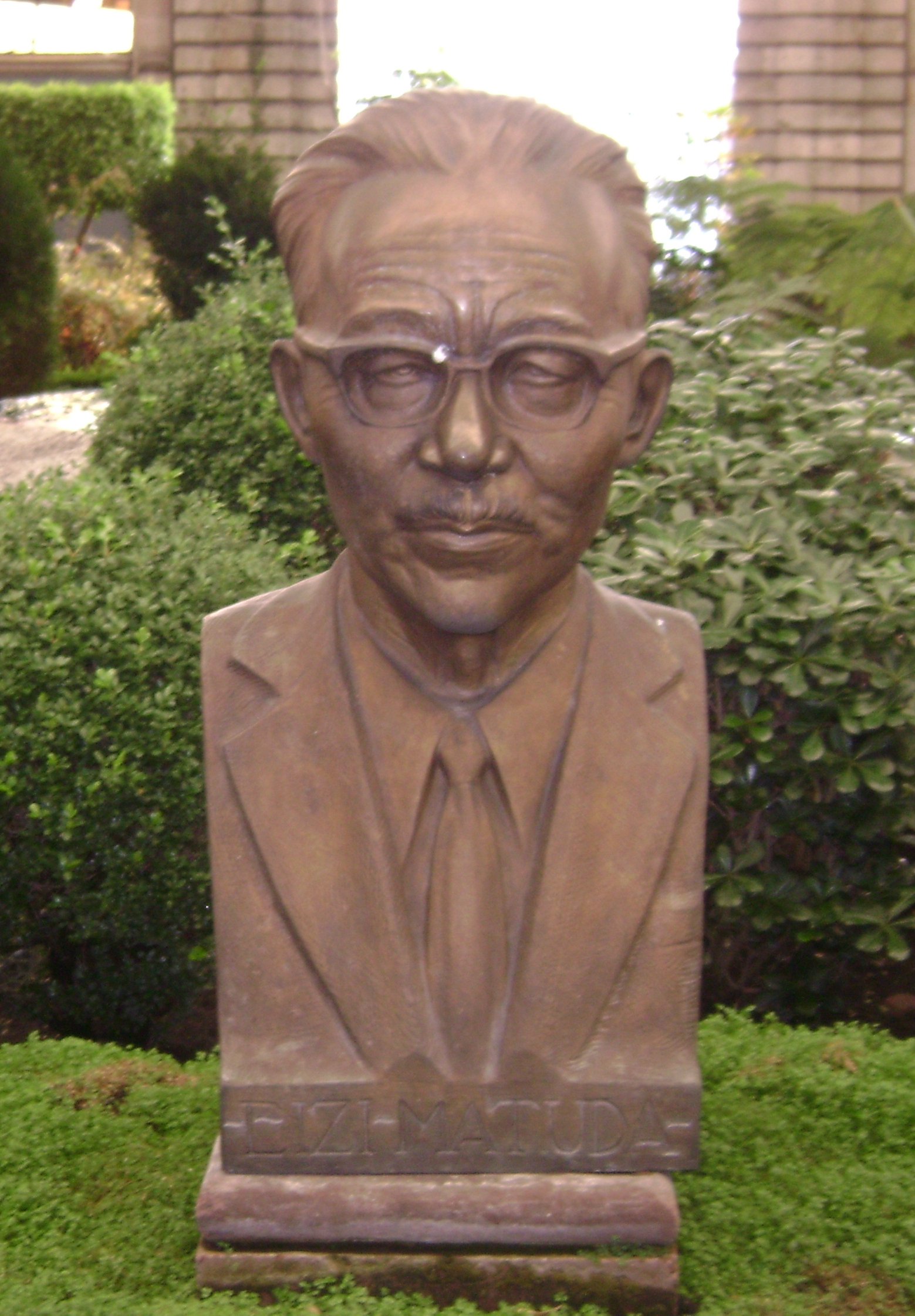
Büste von Eizi Matuda im Botanischen Garten des Cosmovitral in Toluca, Mexiko

Eizi Matuda (japanisch 松田英二, Matsuda Eiji), * 20. April 1894 in Nagasaki; † 12. Februar 1978 in Lima (Peru), war ein mexikanischer Botaniker japanischer Abstammung. Sein offizielles botanisches Autorenkürzel lautet „Matuda“.

## Leben
Matuda war der Sohn von Hanjirō und Ōtsuna Matsuda. Er studierte an der Universität von Taipeh und war von 1914 bis 1922 Professor für Botanik im damals von Japan annektierten Taiwan. 1922 gründete er einen eigenen landwirtschaftlichen Betrieb in Escuintla im mexikanischen Bundesstaat Chiapas. 1932 gründete er in Escuintla das Instituto botánico Matuda. Von 1951 an war er Gastprofessor und -Konservator an der Universidad Nacional Autónoma de México. Von 1954 bis 1959 war er leitender Botaniker am Instituto de investigación forestal (Forstwissenschaftliches Institut), von 1955 bis 1965 dann Leiter der botanischen Abteilung. 1953 erhielt er einen Ehrentitel von der Sociedad forestal de México (Mexikanische Forstwirtschaftliche Gesellschaft) und gehörte einer Reihe wissenschaftlicher Gesellschaften wie der Sociedad botánica de México (Mexikanische Botanische Gesellschaft) an. Er verfasste insbesondere die Monographien Mexican Aroids (1954), Mexican Dioscoreae (1953), Mexican Commelinae (1955), Helechos de Estado de México („Farne des Staates México“, 1956) sowie zahlreiche Artikel. 1960 erhielt Matuda die Ehrendoktorwürde der Universität Tokio.
Matuda sammelte Pflanzen in Mexiko, China und Belize.

## Erstbeschreibungen und Dedikationsnamen
Matuda beschrieb eine Reihe neuer Arten der Flamingoblumen, Philodendren, Fensterblätter, Tagblumen usw., die aber kaum über ihre Heimat hinaus bekannt wurden, da diese Pflanzengruppen (im Gegensatz etwa zu Orchideen und Sukkulenten) mehr als Gebrauchspflanzen denn als Sammlerstücke gelten. Einige davon werden auch nicht mehr als Art anerkannt.
Die Pflanzengattungen Matudaea Lundell aus der Familie der Zaubernussgewächse (Hamamelidaceae), Eizia Standl. aus der Familie der Rötegewächse (Rubiaceae), Matudacalamus F.Maek. aus der Familie der Süßgräser (Poaceae), Matudanthus D.R.Hunt aus der Familie der Commelinagewächse (Commelinaceae) und Matudina R.M.King & H.Rob. aus der Familie der Korbblütler (Asteraceae) sind nach ihm benannt worden. Daneben wurden eine Reihe von Pflanzenarten von anderen Botanikern Matuda zu Ehren benannt, z. B. Aechmea matudae, Mammillaria matudae, Pitcairnia matudae, Thelocactus tulensis ssp. matudae und Tillandsia matudae.